# Sominot
Sominot is een gemeente in de Filipijnse provincie Zamboanga del Sur op het eiland Mindanao. Bij de laatste census in 2007 had de gemeente ruim 16 duizend inwoners.

## Geografie

### Bestuurlijke indeling
Sominot is onderverdeeld in de volgende 18 barangays:
| - Bag-ong Baroy - Bag-ong Oroquieta - Barubuhan - Bulanay - Datagan - Eastern Poblacion - Lantawan - Libertad - Lumangoy | - New Carmen - Picturan - Poblacion - Rizal - San Miguel - Santo Niño - Sawa - Tungawan - Upper Sicpao |

## Demografie
Sominot had bij de census van 2007 een inwoneraantal van 16.367 mensen. Dit zijn 1.552 mensen (10,5%) meer dan bij de vorige census van 2000. De gemiddelde jaarlijkse groei komt daarmee uit op 1,38%, hetgeen lager is dan het landelijk jaarlijks gemiddelde over deze periode (2,04%). Vergeleken met de census van 1995 is het aantal mensen met 3.023 (22,7%) toegenomen.

De bevolkingsdichtheid van Sominot was ten tijde van de laatste census, met 16.367 inwoners op 111,52 km², 146,8 mensen per km².